# Кубок Фарерських островів з футболу 2020
Кубок Фарерських островів з футболу 2020 — 66-й розіграш кубкового футбольного турніру на Фарерських островах. Титул захистив ГБ Торсгавн.

## Календар
| Раунд            | Дата                 | Матчі | Клуби   |
| ---------------- | -------------------- | ----- | ------- |
| Попередній раунд | 27 червня 2020       | 2     | 18 → 16 |
| 1/8 фіналу       | 8 липня 2020         | 8     | 16 → 8  |
| 1/4 фіналу       | 25 листопада 2020    | 4     | 8 → 4   |
| 1/2 фіналу       | 28-29 листопада 2020 | 2     | 4 → 2   |
| Фінал            | 5 грудня 2020        | 1     | 2 → 1   |

## Попередній раунд
| Команда 1      | Рахунок | Команда 2  |
| -------------- | ------- | ---------- |
| 27 червня 2020 |         |            |
| Сувурой (3)    | 9:1     | Ройн (3)   |
| Мідвагур (4)   | 2:6     | Ундрід (3) |

## 1/8 фіналу
| Команда 1      | Рахунок      | Команда 2    |
| -------------- | ------------ | ------------ |
| 8 липня 2020   |              |              |
| АБ Аргир       | 4:1          | Ундрід (3)   |
| 07 Вестур (2)  | 3:1          | Сувурой (3)  |
| Б68 Тофтір (2) | 0:2          | Вікінгур     |
| Скала          | 4:3          | Гойвік (2)   |
| Б71 Сандур (2) | 2:7          | Б36 Торсгавн |
| Клаксвік       | 1:1 пен. 4:5 | ГБ Торсгавн  |
| Творойрі       | 1:0          | Фуглафйордур |
| ЕБ/Стреймур    | 1:1 пен. 3:5 | НСІ Рунавік  |

## 1/4 фіналу
| Команда 1         | Рахунок      | Команда 2   |
| ----------------- | ------------ | ----------- |
| 25 листопада 2020 |              |             |
| Б36 Торсгавн      | 3:0          | АБ Аргир    |
| 07 Вестур (2)     | 1:1 пен. 4:5 | ГБ Торсгавн |
| Вікінгур          | 1:0          | Творойрі    |
| НСІ Рунавік       | 1:0          | Скала       |

## 1/2 фіналу
| Команда 1         | Рахунок | Команда 2    |
| ----------------- | ------- | ------------ |
| 28 листопада 2020 |         |              |
| Вікінгур          | 2:1     | Б36 Торсгавн |
| 29 листопада 2020 |         |              |
| НСІ Рунавік       | 1:3     | ГБ Торсгавн  |

## Фінал
| 5 грудня 2020 17:00 (EET) |

| Вікінгур | 0:2      | ГБ Торсгавн                              |
| -------- | -------- | ---------------------------------------- |
|          | Протокол | Гуннар Ватнхамар 24' (аг) Міккельсен 55' |

| Торсволлюр, Торсгавн Глядачів: 1 100 |